# Iguanura parvula
Iguanura parvula är en enhjärtbladig växtart som beskrevs av Odoardo Beccari. Iguanura parvula ingår i släktet Iguanura och familjen Arecaceae. Inga underarter finns listade i Catalogue of Life.